# Józef Nowara
Józef Nowara (Kostuchna, 25 de febrero de 1945-Ciudad de Luxemburgo, 10 de noviembre de 1984) fue un deportista polaco que compitió en esgrima, especialista en la modalidad de sable. Ganó dos medallas en el Campeonato Mundial de Esgrima en los años 1969 y 1970.

## Palmarés internacional
| Campeonato Mundial | Campeonato Mundial | Campeonato Mundial | Campeonato Mundial |
| Año                | Lugar              | Medalla            | Prueba             |
| ------------------ | ------------------ | ------------------ | ------------------ |
| 1969               | La Habana (Cuba)   | Medalla de plata   | Sable por equipos  |
| 1970               | Ankara (Turquía)   | Medalla de bronce  | Sable por equipos  |